# Wereldkampioenschap voetbal 2018 (Groep H) Japan - Senegal
Dit artikel gaat over de wedstrijd in de groepsfase in groep H tussen Japan en Senegal die gespeeld werd op zondag 24 juni 2018 tijdens het wereldkampioenschap voetbal 2018. Het duel was de eenendertigste wedstrijd van het toernooi.

## Voorafgaand aan de wedstrijd
- Japan stond bij aanvang van het toernooi op de eenenzestigste plaats van de FIFA-wereldranglijst.[1]
- Senegal stond bij aanvang van het toernooi op de zevenentwintigste plaats van de FIFA-wereldranglijst.[2]
- Deze confrontatie tussen de nationale elftallen van Japan en Senegal was de vierde in de historie.[3]
- Het duel vond plaats in het Centraal Stadion in Jekaterinenburg. Dit stadion werd in 1957 geopend en kan 44.130 toeschouwers herbergen.

## Wedstrijdgegevens[4]
| Datum                | 24 juni 2018                                                                                      | 24 juni 2018                                                                                      |
| Wedstrijdnummer      | 31                                                                                                | 31                                                                                                |
| Stadion              | Centraal Stadion, Jekaterinenburg                                                                 | Centraal Stadion, Jekaterinenburg                                                                 |
| Toeschouwers         | 35.572                                                                                            | 35.572                                                                                            |
| Scheidsrechter       | Gianluca Rocchi                                                                                   | Gianluca Rocchi                                                                                   |
| Assistenten          | Elenito Di Liberatore Mauro Tonolini                                                              | Elenito Di Liberatore Mauro Tonolini                                                              |
| Vierde official      | Abdulrahman Al-Jassim                                                                             | Abdulrahman Al-Jassim                                                                             |
| Videoscheidsrechters | Massimiliano Irrati Hernan Maidana (assistent) Tiago Martins (assistent) Paolo Valeri (assistent) | Massimiliano Irrati Hernan Maidana (assistent) Tiago Martins (assistent) Paolo Valeri (assistent) |
| Man van de wedstrijd | Sadio Mané                                                                                        | Sadio Mané                                                                                        |
|                      | Japan                                                                                             | Senegal                                                                                           |
| Doelpunten           | 2                                                                                                 | 2                                                                                                 |
| Gele kaarten         | 2                                                                                                 | 3                                                                                                 |
| Rode kaarten         | 0                                                                                                 | 0                                                                                                 |
| Wissels              | 3                                                                                                 | 3                                                                                                 |
| Schoten op doel      | 3                                                                                                 | 7                                                                                                 |
| Schoten naast doel   | 2                                                                                                 | 5                                                                                                 |
| Overtredingen        | 8                                                                                                 | 15                                                                                                |
| Hoekschoppen         | 2                                                                                                 | 5                                                                                                 |
| Buitenspel           | 2                                                                                                 | 4                                                                                                 |
| Balbezit (%)         | 56                                                                                                | 44                                                                                                |

| Japan | 2 – 2           | Senegal |
| (Yuto Nagatomo) Takashi Inui 34' (Takashi Inui) Keisuke Honda 78'                                                                                               | goals (assists) | 11' Sadio Mané 71' Moussa Wagué (M'Baye Niang) |
| Akira Nishino | bondscoach      | Aliou Cissé |
| Eiji Kawashima Hiroki Sakai Maya Yoshida Gen Shoji Yuto Nagatomo Makoto Hasebe Gaku Shibasaki Genki Haraguchi 75' Shinji Kagawa 72' Takashi Inui 87' Yuya Osako | opstellingen    | Khadim N'Diaye Youssouf Sabaly Kalidou Koulibaly Salif Sané Moussa Wagué 81' Badou Ndiaye 65' Alfred N'Diaye Idrissa Gueye Ismaïla Sarr 86' M'Baye Niang Sadio Mané |
| Keisuke Honda 72' Shinji Okazaki 75' Takashi Usami 87' | wissels         | 65' Cheikhou Kouyaté 81' Cheikh N'Doye 86' Mame Biram Diouf |
| Takashi Inui 68' Makoto Hasebe 90+4' | gele kaarten    | 59' M'Baye Niang 90' Youssouf Sabaly 90+1' Cheikh N'Doye |
| | rode kaarten    | |